# 클레오파트라 1세 쉬라

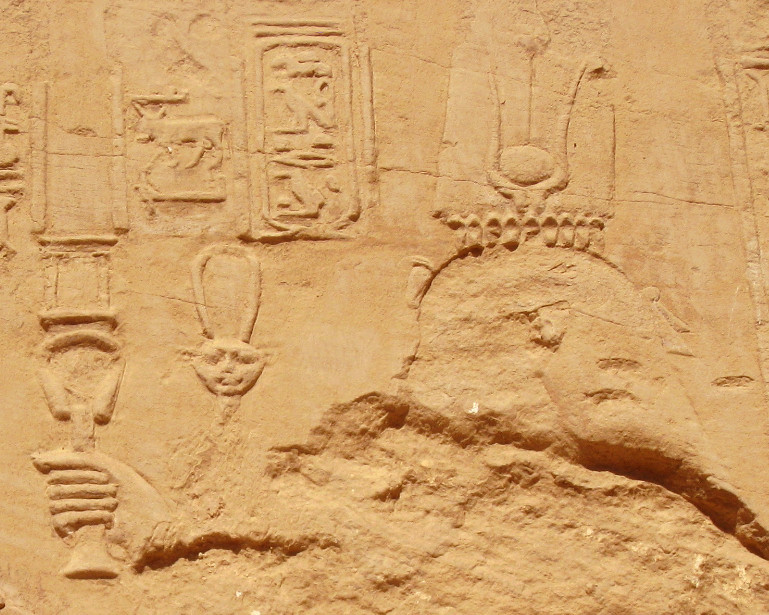

클레오파트라 1세(그리스어:Κλεοπάτρα Α' η Σύρα, 영어:Cleopatra I Syra, 기원전 204년? － 기원전 176년)는 고대 이집트 프톨레마이오스 왕조의 파라오 여왕이다. 아버지는 셀레우코스 제국의 왕 안티오코스 3세이며, 어머니는 라오디케 3세이다. 또한 프톨레마이오스 5세 에피파네스의 아내이며 프톨레마이오스 6세 필로메토르, 프톨레마이오스 8세 퓌스콘, 클레오파트라 2세의 어머니이다.

## 생애
제5차 시리아 전쟁(기원전 202년 - 기원전 195년)때에 셀레우코스 제국의 안티오코스 3세는 코이레·시리아(Coele-Syria)의 광대한 영역을 탈취했다. 에피파네스의 측근들은 로마에 중재를 요청해, 그 아래에서 평화 조약이 성립되었다. 안티오코스 3세의 딸인 클레오파트라 1세는 코이레·시리아를 결혼 지참금으로서 제공하고 기원전 193년에 에피파네스와 결혼했다. 그러나 실제로 영토가 주어지진 않았다.
기원전 180년에 에피파네스는 지참금으로 돌려 받아야 할 영토를 노려 전쟁의 준비를 하였으나 도중에 사망하였다. 이윽고 어린 아이인 필로메토르가 파라오로 등극했으며, 그녀는 섭정으로서 실권을 장악하였다. 재위기간 중 셀레우코스 4세와의 평화를 유지하려고 노력했다. 그러나 그녀는 기원전 176년에 사망하였다.

## 관련 문헌
- Stähelin, Kleopatra 14). In: Realencyclopädie der Classischen Altertumswissenschaft, vol. XI 1, 1921, col. 738-740.
- Werner Huß, Ägypten in hellenistischer Zeit (Egypt in Hellenistic time). Munich 2001, p. 499; 514f.; 535; 537-540.
- Günther Hölbl, Geschichte des Ptolemäerreichs (History of the Ptolemaic Empire). Darmstadt 1994, p. 125; 127f.; 147f.; 153.